# Torneos WTA en 2022
El Tour de la WTA 2022 fue el circuito de la élite profesional del tenis, organizado por la Asociación de Tenis Femenina (WTA) para el año 2022. El WTA Tour 2022 comprende el calendario de torneos de Grand Slam (supervisado por la Federación Internacional de Tenis (ITF), los torneos WTA 1000, los torneos WTA 500, los torneos WTA 250, la Copa Billie Jean King (organizada por la ITF) y el campeonato de fin de año (el WTA Finals).
El 2 de diciembre de 2021, el presidente de la WTA, Steve Simon, anunció que todos los torneos programados para celebrarse tanto en China como en Hong Kong se suspenderán a partir de 2022, debido a preocupaciones sobre la seguridad y el bienestar de la tenista Shuai Peng después de sus acusaciones de abuso sexual contra Zhang Gaoli, un miembro de alto rango del Partido Comunista Chino.

## Calendario
Clave
| Grand Slam   |
| Finals       |
| Elite Trophy |
| WTA 1000     |
| WTA 500      |
| WTA 250      |
| Fed Cup      |

### Enero
| Semana                  | Torneo | Campeonas                                              | Finalistas                            | Semifinalistas                  | Cuartos de final                                                 |
| ----------------------- | --- | ------------------------------------------------------ | ------------------------------------- | ------------------------------- | ---------------------------------------------------------------- |
| 3 de enero              | Adelaide International 1 Adelaida, Australia WTA 500 $703,580 – Dura – 30S/24Q/16D Cuadro Individual – Cuadro de Dobles                          | Ashleigh Barty 6-3, 6-2                                | Elena Rybakina                        | Iga Świątek Misaki Doi          | Sofia Kenin Victoria Azárenka Shelby Rogers Kaja Juvan           |
| 3 de enero              | Adelaide International 1 Adelaida, Australia WTA 500 $703,580 – Dura – 30S/24Q/16D Cuadro Individual – Cuadro de Dobles                          | Ashleigh Barty Storm Sanders 6-1, 6-4                  | Darija Jurak Andreja Klepač           | Iga Świątek Misaki Doi          | Sofia Kenin Victoria Azárenka Shelby Rogers Kaja Juvan           |
| 3 de enero              | Melbourne Summer Set 1 Melbourne, Australia WTA 250 $239,477 – Dura – 32S/24Q/16D Cuadro Individual – Cuadro de Dobles                           | Simona Halep 6-2, 6-3                                  | Veronika Kudermétova                  | Naomi Osaka Qinwen Zheng        | Andrea Petković Anastasia Potapova Ana Konjuh Viktorija Golubic  |
| 3 de enero              | Melbourne Summer Set 1 Melbourne, Australia WTA 250 $239,477 – Dura – 32S/24Q/16D Cuadro Individual – Cuadro de Dobles                           | Asia Muhammad Jessica Pegula 6-3, 6-1                  | Sara Errani Jasmine Paolini           | Naomi Osaka Qinwen Zheng        | Andrea Petković Anastasia Potapova Ana Konjuh Viktorija Golubic  |
| 3 de enero              | Melbourne Summer Set 2 Melbourne, Australia WTA 250 $239,477 – Dura – 32S/24Q/16D Cuadro Individual – Cuadro de Dobles                           | Amanda Anisimova 7-5, 1-6, 6-4                         | Aliaksandra Sasnóvich                 | Daria Kasátkina Ann Li          | Irina-Camelia Begu Nuria Parrizas Kamilla Rakhimova Clara Tauson |
| 3 de enero              | Melbourne Summer Set 2 Melbourne, Australia WTA 250 $239,477 – Dura – 32S/24Q/16D Cuadro Individual – Cuadro de Dobles                           | Bernarda Pera Kateřina Siniaková 6-2, 6-7(7), [10-5]   | Tereza Martincová Mayar Sherif        | Daria Kasátkina Ann Li          | Irina-Camelia Begu Nuria Parrizas Kamilla Rakhimova Clara Tauson |
| 10 de enero             | Sydney International Sídney, Australia WTA 500 $703,580 – Dura – 30S/24Q/16D Cuadro Individual – Cuadro de Dobles                                | Paula Badosa 6-3, 4-6, 7-6(4)                          | Barbora Krejčíková                    | Anett Kontaveit Daria Kasátkina | Caroline Garcia Ons Jabeur Belinda Bencic Garbiñe Muguruza       |
| 10 de enero             | Sydney International Sídney, Australia WTA 500 $703,580 – Dura – 30S/24Q/16D Cuadro Individual – Cuadro de Dobles                                | Anna Danilina Beatriz Haddad Maia 4-6, 7-5, [10-8]     | Vivian Heisen Panna Udvardy           | Anett Kontaveit Daria Kasátkina | Caroline Garcia Ons Jabeur Belinda Bencic Garbiñe Muguruza       |
| 10 de enero             | Adelaide Open Adelaida, Australia WTA 250 $239,477 – Dura – 32S/24Q/16D Cuadro Individual – Cuadro de Dobles                                     | Madison Keys 6-1, 6-2                                  | Alison Riske                          | Tamara Zidanšek Cori Gauff      | Madison Brengle Lauren Davis Ana Konjuh Liudmila Samsónova       |
| 10 de enero             | Adelaide Open Adelaida, Australia WTA 250 $239,477 – Dura – 32S/24Q/16D Cuadro Individual – Cuadro de Dobles                                     | Eri Hozumi Makoto Ninomiya 1-6, 7-6(4), [10-7]         | Tereza Martincová Markéta Vondroušová | Tamara Zidanšek Cori Gauff      | Madison Brengle Lauren Davis Ana Konjuh Liudmila Samsónova       |
| 17 de enero 24 de enero | Australian Open Melbourne, Australia Grand Slam A$75,000,000 – Dura – 128S/128Q/64D/16Q/32X Cuadro Individual – Cuadro de Dobles – Dobles Mixtos | Ashleigh Barty 6-3, 7-6(2)                             | Danielle Collins                      | Madison Keys Iga Świątek        | Jessica Pegula Barbora Krejčíková Alizé Cornet Kaia Kanepi       |
| 17 de enero 24 de enero | Australian Open Melbourne, Australia Grand Slam A$75,000,000 – Dura – 128S/128Q/64D/16Q/32X Cuadro Individual – Cuadro de Dobles – Dobles Mixtos | Barbora Krejčíková Kateřina Siniaková 6-7(3), 6-4, 6-4 | Anna Danilina Beatriz Haddad Maia     | Madison Keys Iga Świątek        | Jessica Pegula Barbora Krejčíková Alizé Cornet Kaia Kanepi       |
| 17 de enero 24 de enero | Australian Open Melbourne, Australia Grand Slam A$75,000,000 – Dura – 128S/128Q/64D/16Q/32X Cuadro Individual – Cuadro de Dobles – Dobles Mixtos | Kristina Mladenovic Ivan Dodig 6-3, 6-4                | Jaimee Fourlis Jason Kubler           | Madison Keys Iga Świątek        | Jessica Pegula Barbora Krejčíková Alizé Cornet Kaia Kanepi       |

### Febrero
| Semana        | Torneo | Campeonas                                              | Finalistas                         | Semifinalistas                      | Cuartos de final                                                     |
| ------------- | --- | ------------------------------------------------------ | ---------------------------------- | ----------------------------------- | -------------------------------------------------------------------- |
| 7 de febrero  | St. Petersburg Ladies' Trophy San Petersburgo, Rusia WTA 500 $703,580 – Dura (i) – 28S/24Q/16D Cuadro Individual – Cuadro de Dobles | Anett Kontaveit 5-7, 7-6(4), 7-5                       | María Sákkari                      | Irina-Camelia Begu Jeļena Ostapenko | Elise Mertens Tereza Martincová Aliaksandra Sasnóvich Belinda Bencic |
| 7 de febrero  | St. Petersburg Ladies' Trophy San Petersburgo, Rusia WTA 500 $703,580 – Dura (i) – 28S/24Q/16D Cuadro Individual – Cuadro de Dobles | Anna Kalinskaya Caty McNally 6-3, 6-7(5), [10-4]       | Alicja Rosolska Erin Routliffe     | Irina-Camelia Begu Jeļena Ostapenko | Elise Mertens Tereza Martincová Aliaksandra Sasnóvich Belinda Bencic |
| 14 de febrero | Dubái Tennis Championships Dubái, Emiratos Árabes Unidos WTA 500 $703,580 – Dura – 28S/32Q/16D Cuadro Individual – Cuadro de Dobles | Jeļena Ostapenko 6-0, 6-4                              | Veronika Kudermétova               | Simona Halep Markéta Vondroušová    | Petra Kvitová Ons Jabeur Jil Teichmann Dayana Yastremska             |
| 14 de febrero | Dubái Tennis Championships Dubái, Emiratos Árabes Unidos WTA 500 $703,580 – Dura – 28S/32Q/16D Cuadro Individual – Cuadro de Dobles | Veronika Kudermétova Elise Mertens 6-1, 6-3            | Lyudmyla Kichenok Jeļena Ostapenko | Simona Halep Markéta Vondroušová    | Petra Kvitová Ons Jabeur Jil Teichmann Dayana Yastremska             |
| 21 de febrero | Qatar TotalEnergies Open Doha, Catar WTA 1000 $2,331,698 – Dura – 56S/32Q/28D Cuadro Individual – Cuadro de Dobles                  | Iga Świątek 6-2, 6-0                                   | Anett Kontaveit                    | María Sákkari Jeļena Ostapenko      | Aryna Sabalenka Cori Gauff Ons Jabeur Garbiñe Muguruza               |
| 21 de febrero | Qatar TotalEnergies Open Doha, Catar WTA 1000 $2,331,698 – Dura – 56S/32Q/28D Cuadro Individual – Cuadro de Dobles                  | Cori Gauff Jessica Pegula 3-6, 7-5, [10-5]             | Veronika Kudermétova Elise Mertens | María Sákkari Jeļena Ostapenko      | Aryna Sabalenka Cori Gauff Ons Jabeur Garbiñe Muguruza               |
| 21 de febrero | Abierto AKRON Zapopan Guadalajara, México WTA 250 $239,477 – Dura – 32S/24Q/16D Cuadro Individual – Cuadro de Dobles                | Sloane Stephens 7-5, 1-6, 6-2                          | Marie Bouzková                     | Anna Kalinskaya Qiang Wang          | Daria Saville María Camila Osorio Sara Sorribes Anna Schmiedlová     |
| 21 de febrero | Abierto AKRON Zapopan Guadalajara, México WTA 250 $239,477 – Dura – 32S/24Q/16D Cuadro Individual – Cuadro de Dobles                | Kaitlyn Christian Lidziya Marozava 7-5, 6-3            | Xinyu Wang Lin Zhu                 | Anna Kalinskaya Qiang Wang          | Daria Saville María Camila Osorio Sara Sorribes Anna Schmiedlová     |
| 28 de febrero | Open 6ème Sens - Métropole de Lyon Lyon, Francia WTA 250 $239,477 – Dura (i) – 32S/24Q/16D Cuadro Individual – Cuadro de Dobles     | Shuai Zhang 3-6, 6-3, 6-4                              | Dayana Yastremska                  | Caroline Garcia Sorana Cîrstea      | Alison Van Uytvanck Vitalia Diatchenko Jasmine Paolini Anna Bondár   |
| 28 de febrero | Open 6ème Sens - Métropole de Lyon Lyon, Francia WTA 250 $239,477 – Dura (i) – 32S/24Q/16D Cuadro Individual – Cuadro de Dobles     | Laura Siegemund Vera Zvonareva 7-5, 6-1                | Alicia Barnett Olivia Nicholls     | Caroline Garcia Sorana Cîrstea      | Alison Van Uytvanck Vitalia Diatchenko Jasmine Paolini Anna Bondár   |
| 28 de febrero | Abierto GNP Seguros Monterrey, México WTA 250 $239,477 – Dura – 32S/24Q/16D Cuadro Individual – Cuadro de Dobles                    | Leylah Fernandez 6-7(5), 6-4, 7-6(3)                   | María Camila Osorio                | Nuria Párrizas Beatriz Haddad Maia  | Elina Svitólina Sara Sorribes Marie Bouzková Qiang Wang              |
| 28 de febrero | Abierto GNP Seguros Monterrey, México WTA 250 $239,477 – Dura – 32S/24Q/16D Cuadro Individual – Cuadro de Dobles                    | Catherine Harrison Sabrina Santamaria 1-6, 7-5, [10-6] | Xinyun Han Yana Sizikova           | Nuria Párrizas Beatriz Haddad Maia  | Elina Svitólina Sara Sorribes Marie Bouzková Qiang Wang              |

### Marzo
| Semana                  | Torneo | Campeonas                                  | Finalistas                         | Semifinalistas                | Cuartos de final                                              |
| ----------------------- | --- | ------------------------------------------ | ---------------------------------- | ----------------------------- | ------------------------------------------------------------- |
| 7 de marzo 14 de marzo  | BNP Paribas Open Indian Wells, Estados Unidos WTA 1000 $8,369,455 – Dura – 96S/48Q/32D Cuadro Individual – Cuadro de Dobles      | Iga Świątek 6-4, 6-1                       | María Sákkari                      | Simona Halep Paula Badosa     | Petra Martić Madison Keys Veronika Kudermétova Elena Rybakina |
| 7 de marzo 14 de marzo  | BNP Paribas Open Indian Wells, Estados Unidos WTA 1000 $8,369,455 – Dura – 96S/48Q/32D Cuadro Individual – Cuadro de Dobles      | Yifan Xu Zhaoxuan Yang 7-5, 7-6(4)         | Asia Muhammad Ena Shibahara        | Simona Halep Paula Badosa     | Petra Martić Madison Keys Veronika Kudermétova Elena Rybakina |
| 21 de marzo 28 de marzo | Miami Open presented by Itaú Miami, Estados Unidos WTA 1000 $8,369,455 – Dura – 96S/48Q/32D Cuadro Individual – Cuadro de Dobles | Iga Świątek 6-4, 6-0                       | Naomi Osaka                        | Belinda Bencic Jessica Pegula | Daria Saville Danielle Collins Paula Badosa Petra Kvitová     |
| 21 de marzo 28 de marzo | Miami Open presented by Itaú Miami, Estados Unidos WTA 1000 $8,369,455 – Dura – 96S/48Q/32D Cuadro Individual – Cuadro de Dobles | Laura Siegemund Vera Zvonareva 7-6(3), 7-5 | Veronika Kudermétova Elise Mertens | Belinda Bencic Jessica Pegula | Daria Saville Danielle Collins Paula Badosa Petra Kvitová     |

### Abril
| Semana      | Torneo | Campeonas | Finalistas                                                                                | Semifinalistas                         | Cuartos de final                                              |
| ----------- | --- | --- | ----------------------------------------------------------------------------------------- | -------------------------------------- | ------------------------------------------------------------- |
| 4 de abril  | Credit One Charleston Open Charleston, Estados Unidos WTA 500 $888,636 – Tierra batida (verde) – 56S/32Q/16D Cuadro Individual – Cuadro de Dobles | Belinda Bencic 6-1, 5-7, 6-4                                                                                             | Ons Jabeur                                                                                | Amanda Anisimova Ekaterina Alexandrova | Coco Vandeweghe Anhelina Kalinina Magda Linette Paula Badosa  |
| 4 de abril  | Credit One Charleston Open Charleston, Estados Unidos WTA 500 $888,636 – Tierra batida (verde) – 56S/32Q/16D Cuadro Individual – Cuadro de Dobles | Andreja Klepač Magda Linette 6-2, 4-6, [10-7]                                                                            | Lucie Hradecká Sania Mirza                                                                | Amanda Anisimova Ekaterina Alexandrova | Coco Vandeweghe Anhelina Kalinina Magda Linette Paula Badosa  |
| 4 de abril  | Copa Colsanitas Bogotá, Colombia WTA 250 $239,477 – Tierra batida – 32S/24Q/16D Cuadro Individual – Cuadro de Dobles | Tatjana Maria 6-3, 4-6, 6-2                                                                                              | Laura Pigossi                                                                             | María Camila Osorio Kamila Rakhimova   | Elina Avanesyan Dayana Yastremska Mirjam Björklund Irina Bara |
| 4 de abril  | Copa Colsanitas Bogotá, Colombia WTA 250 $239,477 – Tierra batida – 32S/24Q/16D Cuadro Individual – Cuadro de Dobles | Astra Sharma Aldila Sutjiadi 4-6, 6-4, [11-9]                                                                            | Emina Bektas Tara Moore                                                                   | María Camila Osorio Kamila Rakhimova   | Elina Avanesyan Dayana Yastremska Mirjam Björklund Irina Bara |
| 11 de abril | Fase clasificatoria - Copa Billie Jean King Alguer, Italia, Dura Asheville, Estados Unidos, Dura (i) Praga, República Checa, Tierra batida Antalya, Turquía Nursultán, Kazajistán, Tierra batida (i) Vancouver, Canadá, Dura (i) 's-Hertogenbosch, Países Bajos, Tierra batida (i) Radom, Polonia, Dura (i) | Ganadoras Italia 3-1 Estados Unidos 3-2 República Checa 3-2 Bélgica w/o Kazajistán 3-1 Canadá 4-0 España 4-0 Polonia 4-0 | Perdedoras Francia Ucrania Gran Bretaña Bielorrusia Alemania Letonia Países Bajos Rumanía |                                        |                                                               |
| 18 de abril | Porsche Tennis Grand Prix Stuttgart, Alemania WTA 500 $757,900 – Tierra batida – 28S/16Q/16D Cuadro Individual – Cuadro de Dobles | Iga Świątek 6-2, 6-2 | Aryna Sabalenka                                                                           | Liudmila Samsónova Paula Badosa        | Emma Raducanu Laura Siegemund Anett Kontaveit Ons Jabeur      |
| 18 de abril | Porsche Tennis Grand Prix Stuttgart, Alemania WTA 500 $757,900 – Tierra batida – 28S/16Q/16D Cuadro Individual – Cuadro de Dobles | Desirae Krawczyk Demi Schuurs 6-3, 6-4                                                                                   | Cori Gauff Shuai Zhang                                                                    | Liudmila Samsónova Paula Badosa        | Emma Raducanu Laura Siegemund Anett Kontaveit Ons Jabeur      |
| 18 de abril | TEB BNP Paribas Tennis Championship Istanbul Estambul, Turquía WTA 250 $239,477 – Tierra batida – 32S/24Q/16D Cuadro Individual – Cuadro de Dobles | Anastasia Potapova 6-3, 6-1                                                                                              | Veronika Kudermétova                                                                      | Yulia Putintseva Sorana Cîrstea        | Ajla Tomljanović Sara Sorribes Anna Bondár Julia Grabher      |
| 18 de abril | TEB BNP Paribas Tennis Championship Istanbul Estambul, Turquía WTA 250 $239,477 – Tierra batida – 32S/24Q/16D Cuadro Individual – Cuadro de Dobles | Marie Bouzková Sara Sorribes 6-3, 6-4                                                                                    | Natela Dzalamidze Kamila Rakhimova                                                        | Yulia Putintseva Sorana Cîrstea        | Ajla Tomljanović Sara Sorribes Anna Bondár Julia Grabher      |
| 28 de abril | Mutua Madrid Open Madrid, España WTA 1000 $6,575,560 – Tierra batida – 64S/48Q/30D Cuadro Individual – Cuadro de Dobles | Ons Jabeur 7-5, 0-6, 6-2                                                                                                 | Jessica Pegula                                                                            | Jil Teichmann Ekaterina Alexandrova    | Anhelina Kalinina Sara Sorribes Amanda Anisimova Simona Halep |
| 28 de abril | Mutua Madrid Open Madrid, España WTA 1000 $6,575,560 – Tierra batida – 64S/48Q/30D Cuadro Individual – Cuadro de Dobles | Gabriela Dabrowski Giuliana Olmos 6-7(1), 7-5, [10-7]                                                                    | Desirae Krawczyk Demi Schuurs                                                             | Jil Teichmann Ekaterina Alexandrova    | Anhelina Kalinina Sara Sorribes Amanda Anisimova Simona Halep |

### Mayo
| Semana     | Torneo | Campeones                                                      | Subcampeones                      | Semifinalistas                   | Cuartos de final                                                     |
| ---------- | --- | -------------------------------------------------------------- | --------------------------------- | -------------------------------- | -------------------------------------------------------------------- |
| 9 de mayo  | Internazionali BNL d'Italia Roma, Italia WTA 1000 $2,527,250 – Tierra Batida (Roja) – 56S/32Q/28D Cuadro Individual – Cuadro de Dobles        | Iga Świątek 6-2, 6-2                                           | Ons Jabeur                        | Aryna Sabalenka Daria Kasátkina  | Bianca Andreescu Amanda Anisimova María Sákkari Jil Teichmann        |
| 9 de mayo  | Internazionali BNL d'Italia Roma, Italia WTA 1000 $2,527,250 – Tierra Batida (Roja) – 56S/32Q/28D Cuadro Individual – Cuadro de Dobles        | Veronika Kudermétova Anastasia Pavlyuchenkova 1-6, 6-4, [10-7] | Gabriela Dabrowski Giuliana Olmos | Aryna Sabalenka Daria Kasátkina  | Bianca Andreescu Amanda Anisimova María Sákkari Jil Teichmann        |
| 15 de mayo | Internationaux de Strasbourg Estrasburgo, Francia WTA 250 $251,750 – Tierra Batida – 32S/16Q/16D Cuadro Individual – Cuadro de Dobles         | Angelique Kerber 7-6(5), 6-7(0), 7-6(5)                        | Kaja Juvan                        | Karolína Plíšková Océane Dodin   | Maryna Zanevska Elise Mertens Viktorija Golubic Magda Linette        |
| 15 de mayo | Internationaux de Strasbourg Estrasburgo, Francia WTA 250 $251,750 – Tierra Batida – 32S/16Q/16D Cuadro Individual – Cuadro de Dobles         | Daria Gavrilova Nicole Melichar 5-7, 7-5, [10-6]               | Lucie Hradecká Sania Mirza        | Karolína Plíšková Océane Dodin   | Maryna Zanevska Elise Mertens Viktorija Golubic Magda Linette        |
| 15 de mayo | Grand Prix SAR La Princesse Lalla Meryem Rabat, Marruecos WTA 250 $251,750 – Tierra Batida – 32S/16Q/16D Cuadro Individual – Cuadro de Dobles | Martina Trevisan 6-2, 6-1                                      | Claire Liu                        | Lucia Bronzetti Anna Bondár      | Arantxa Rus Nuria Párrizas Astra Sharma Ajla Tomljanović             |
| 15 de mayo | Grand Prix SAR La Princesse Lalla Meryem Rabat, Marruecos WTA 250 $251,750 – Tierra Batida – 32S/16Q/16D Cuadro Individual – Cuadro de Dobles | Eri Hozumi Makoto Ninomiya 6-7(7), 6-3, [10-8]                 | Monica Niculescu Alexandra Panova | Lucia Bronzetti Anna Bondár      | Arantxa Rus Nuria Párrizas Astra Sharma Ajla Tomljanović             |
| 22 de mayo | Roland Garros París, Francia Grand Slam Tierra Batida – 128S/128Q/64D/32X Cuadro Individual – Cuadro de Dobles – Dobles Mixtos                | Iga Świątek 6-1, 6-3                                           | Cori Gauff                        | Daria Kasátkina Martina Trevisan | Jessica Pegula Veronika Kudermétova Leylah Fernandez Sloane Stephens |
| 22 de mayo | Roland Garros París, Francia Grand Slam Tierra Batida – 128S/128Q/64D/32X Cuadro Individual – Cuadro de Dobles – Dobles Mixtos                | Caroline Garcia Kristina Mladenovic 2-6, 6-3, 6-2              | Cori Gauff Jessica Pegula         | Daria Kasátkina Martina Trevisan | Jessica Pegula Veronika Kudermétova Leylah Fernandez Sloane Stephens |
| 22 de mayo | Roland Garros París, Francia Grand Slam Tierra Batida – 128S/128Q/64D/32X Cuadro Individual – Cuadro de Dobles – Dobles Mixtos                | Ena Shibahara Wesley Koolhof 7-6(5), 6-2                       | Ulrike Eikkeri Joran Vliegen      | Daria Kasátkina Martina Trevisan | Jessica Pegula Veronika Kudermétova Leylah Fernandez Sloane Stephens |

### Junio
| Semana                 | Torneo | Campeones                                      | Subcampeones                       | Semifinalistas                      | Cuartos de final                                                             |
| ---------------------- | --- | ---------------------------------------------- | ---------------------------------- | ----------------------------------- | ---------------------------------------------------------------------------- |
| 6 de junio             | Libema Open 's-Hertogenbosch, Países Bajos WTA 250 $251,750 – Césped – 32S/24Q/16D Cuadro Individual – Cuadro de Dobles                             | Ekaterina Alexandrova 7-5, 6-0                 | Aryna Sabalenka                    | Shelby Rogers Veronika Kudermétova  | Alison Van Uytvanck Kirsten Flipkens Caty McNally Belinda Bencic             |
| 6 de junio             | Libema Open 's-Hertogenbosch, Países Bajos WTA 250 $251,750 – Césped – 32S/24Q/16D Cuadro Individual – Cuadro de Dobles                             | Ellen Perez Tamara Zidanšek 6-3, 5-7, [12-10]  | Veronika Kudermetova Elise Mertens | Shelby Rogers Veronika Kudermétova  | Alison Van Uytvanck Kirsten Flipkens Caty McNally Belinda Bencic             |
| 6 de junio             | Rothesay Open Nottingham Nottingham, Gran Bretaña WTA 250 $251,750 – Césped – 32S/24Q/16D Cuadro Individual – Cuadro de Dobles                      | Beatriz Haddad Maia 6-4, 1-6, 6-3              | Alison Riske                       | Tereza Martincová Viktorija Golubic | María Sákkari Shuai Zhang Harriet Dart Ajla Tomljanović                      |
| 6 de junio             | Rothesay Open Nottingham Nottingham, Gran Bretaña WTA 250 $251,750 – Césped – 32S/24Q/16D Cuadro Individual – Cuadro de Dobles                      | Beatriz Haddad Maia Shuai Zhang 7-6(2), 6-3    | Caroline Dolehide Monica Niculescu | Tereza Martincová Viktorija Golubic | María Sákkari Shuai Zhang Harriet Dart Ajla Tomljanović                      |
| 13 de junio            | Bett1open Berlín, Alemania WTA 500 $757,900 – Césped – 28S/24Q/16D Cuadro Individual – Cuadro de Dobles                                             | Ons Jabeur 6-3, 2-1, ret.                      | Belinda Bencic                     | Cori Gauff María Sákkari            | Aliaksandra Sasnóvich Karolína Plíšková Veronika Kudermétova Daria Kasátkina |
| 13 de junio            | Bett1open Berlín, Alemania WTA 500 $757,900 – Césped – 28S/24Q/16D Cuadro Individual – Cuadro de Dobles                                             | Storm Sanders Kateřina Siniaková 6-4, 6-3      | Alizé Cornet Jil Teichmann         | Cori Gauff María Sákkari            | Aliaksandra Sasnóvich Karolína Plíšková Veronika Kudermétova Daria Kasátkina |
| 13 de junio            | Rothesay Classic Birmingham Birmingham, Gran Bretaña WTA 250 $251,750 – Césped – 32S/24Q/16D Cuadro Individual – Cuadro de Dobles                   | Beatriz Haddad Maia 5-4, ret.                  | Shuai Zhang                        | Sorana Cîrstea Simona Halep         | Dayana Yastremska Donna Vekić Camila Giorgi Katie Boulter                    |
| 13 de junio            | Rothesay Classic Birmingham Birmingham, Gran Bretaña WTA 250 $251,750 – Césped – 32S/24Q/16D Cuadro Individual – Cuadro de Dobles                   | Lyudmyla Kichenok Jeļena Ostapenko w/o         | Elise Mertens Shuai Zhang          | Sorana Cîrstea Simona Halep         | Dayana Yastremska Donna Vekić Camila Giorgi Katie Boulter                    |
| 20 de junio            | Rothesay International Eastbourne Eastbourne, Inglaterra WTA 500 $757,900 – Césped – 32S/24Q/16D Cuadro Individual – Cuadro de Dobles               | Petra Kvitová 6-3, 6-2                         | Jeļena Ostapenko                   | Beatriz Haddad Maia Camila Giorgi   | Lesia Tsurenko Harriet Dart Anhelina Kalinina Viktoriya Tomova               |
| 20 de junio            | Rothesay International Eastbourne Eastbourne, Inglaterra WTA 500 $757,900 – Césped – 32S/24Q/16D Cuadro Individual – Cuadro de Dobles               | Aleksandra Krunić Magda Linette w/o            | Lyudmyla Kichenok Jeļena Ostapenko | Beatriz Haddad Maia Camila Giorgi   | Lesia Tsurenko Harriet Dart Anhelina Kalinina Viktoriya Tomova               |
| 20 de junio            | Bad Homburg Open Bad Homburg, Alemania WTA 250 $251,750 – Césped – 32S/8Q/16D Cuadro Individual – Cuadro de Dobles                                  | Caroline Garcia 6-7(5), 6-4, 6-4               | Bianca Andreescu                   | Simona Halep Alizé Cornet           | Daria Kasátkina Amanda Anisimova Angelique Kerber Sabine Lisicki             |
| 20 de junio            | Bad Homburg Open Bad Homburg, Alemania WTA 250 $251,750 – Césped – 32S/8Q/16D Cuadro Individual – Cuadro de Dobles                                  | Eri Hozumi Makoto Ninomiya 6-4, 6-7(5), [10-5] | Alicja Rosolska Erin Routliffe     | Simona Halep Alizé Cornet           | Daria Kasátkina Amanda Anisimova Angelique Kerber Sabine Lisicki             |
| 27 de junio 4 de julio | The Championships, Wimbledon Londres, Gran Bretaña Grand Slam $40,350,000 – Césped – S/Q/D/Q/X Cuadro Individual – Cuadro de Dobles – Dobles Mixtos | Elena Rybakina 3-6. 6-2, 6-2                   | Ons Jabeur                         | Simona Halep Tatjana Maria          | Ajla Tomljanović Amanda Anisimova Marie Bouzková Jule Niemeier               |
| 27 de junio 4 de julio | The Championships, Wimbledon Londres, Gran Bretaña Grand Slam $40,350,000 – Césped – S/Q/D/Q/X Cuadro Individual – Cuadro de Dobles – Dobles Mixtos | Barbora Krejčíková Kateřina Siniaková 6-2, 6-4 | Elise Mertens Shuai Zhang          | Simona Halep Tatjana Maria          | Ajla Tomljanović Amanda Anisimova Marie Bouzková Jule Niemeier               |
| 27 de junio 4 de julio | The Championships, Wimbledon Londres, Gran Bretaña Grand Slam $40,350,000 – Césped – S/Q/D/Q/X Cuadro Individual – Cuadro de Dobles – Dobles Mixtos | Desirae Krawczyk Neal Skupski 6-4, 6-3         | Samantha Stosur Matthew Ebden      | Simona Halep Tatjana Maria          | Ajla Tomljanović Amanda Anisimova Marie Bouzková Jule Niemeier               |

### Julio
| Semana      | Torneo | Campeones                                               | Subcampeones                         | Semifinalistas                     | Cuartos de final                                                            |
| ----------- | --- | ------------------------------------------------------- | ------------------------------------ | ---------------------------------- | --------------------------------------------------------------------------- |
| 11 de julio | Ladies Open Lausanne Lausana, Suiza WTA 250 $251,750– Tierra Batida (Roja) – 32S/8Q/16D Cuadro Individual – Cuadro de Dobles         | Petra Martić 6-4, 6-2                                   | Olga Danilović                       | Anastasia Potapova Caroline Garcia | Simona Waltert Jule Niemeier Sara Sorribes Belinda Bencic                   |
| 11 de julio | Ladies Open Lausanne Lausana, Suiza WTA 250 $251,750– Tierra Batida (Roja) – 32S/8Q/16D Cuadro Individual – Cuadro de Dobles         | Olga Danilović Kristina Mladenovic w/o                  | Ulrikke Eikeri Tamara Zidanšek       | Anastasia Potapova Caroline Garcia | Simona Waltert Jule Niemeier Sara Sorribes Belinda Bencic                   |
| 11 de julio | Hungarian Grand Prix Budapest, Hungría WTA 250 $251,750 – Tierra Batida (roja) – 32S/24Q/16D Cuadro Individual – Cuadro de Dobles    | Bernarda Pera 6-3, 6-3                                  | Aleksandra Krunić                    | Yulia Putintseva Anna Bondár       | Xiyu Wang Lesia Tsurenko Elisabetta Cocciaretto Martina Trevisan            |
| 11 de julio | Hungarian Grand Prix Budapest, Hungría WTA 250 $251,750 – Tierra Batida (roja) – 32S/24Q/16D Cuadro Individual – Cuadro de Dobles    | Ekaterine Gorgodze Oksana Kalashnikova 1-6, 6-4, [10-6] | Katarzyna Piter Kimberley Zimmermann | Yulia Putintseva Anna Bondár       | Xiyu Wang Lesia Tsurenko Elisabetta Cocciaretto Martina Trevisan            |
| 18 de julio | Hamburg European Open Hamburgo, Alemania WTA 250 $251,750 – Tierra Batida (roja) – 28S/16Q/15D Cuadro Individual – Cuadro de Dobles  | Bernarda Pera 6-2, 6-4                                  | Anett Kontaveit                      | Anastasia Potapova Maryna Zanevska | Andrea Petković Barbora Krejčíková Aliaksandra Sasnóvich Kateřina Siniaková |
| 18 de julio | Hamburg European Open Hamburgo, Alemania WTA 250 $251,750 – Tierra Batida (roja) – 28S/16Q/15D Cuadro Individual – Cuadro de Dobles  | Sophie Chang Angela Kulikov 6-3, 4-6, [10-6]            | Miyu Kato Aldila Sutjiadi            | Anastasia Potapova Maryna Zanevska | Andrea Petković Barbora Krejčíková Aliaksandra Sasnóvich Kateřina Siniaková |
| 18 de julio | Palermo Ladies Open Palermo, Italia WTA 250 $251,750 – Tierra Batida (Roja) – 32S/16Q/16D Cuadro Individual – Cuadro de Dobles       | Irina-Camelia Begu 6-2, 6-2                             | Lucia Bronzetti                      | Jasmine Paolini Sara Sorribes      | Caroline Garcia Nuria Párrizas Anna Bondár Diane Parry                      |
| 18 de julio | Palermo Ladies Open Palermo, Italia WTA 250 $251,750 – Tierra Batida (Roja) – 32S/16Q/16D Cuadro Individual – Cuadro de Dobles       | Anna Bondár Kimberley Zimmermann 6-3, 6-2               | Amina Anshba Panna Udvardy           | Jasmine Paolini Sara Sorribes      | Caroline Garcia Nuria Párrizas Anna Bondár Diane Parry                      |
| 25 de julio | BNP Paribas Poland Open Varsovia, Polonia WTA 250 $251,750 – Tierra Batida (Roja) – 32S/16Q/16D Cuadro Individual – Cuadro de Dobles | Caroline Garcia 6-4, 6-1                                | Ana Bogdan                           | Jasmine Paolini Kateryna Kozlova   | Iga Świątek Viktorija Golubic Petra Martić Laura Pigossi                    |
| 25 de julio | BNP Paribas Poland Open Varsovia, Polonia WTA 250 $251,750 – Tierra Batida (Roja) – 32S/16Q/16D Cuadro Individual – Cuadro de Dobles | Anna Danilina Anna-Lena Friedsam 6-4, 5-7, [10-5]       | Katarzyna Kawa Alicja Rosolska       | Jasmine Paolini Kateryna Kozlova   | Iga Świątek Viktorija Golubic Petra Martić Laura Pigossi                    |
| 25 de julio | Livesport Prague Open Praga, República Checa WTA 250 $251,750 – Dura – 32S/24Q/16D Cuadro Individual – Cuadro de Dobles              | Marie Bouzková 6-0, 6-3                                 | Anastasia Potapova                   | Qiang Wang Linda Nosková           | Anett Kontaveit Magda Linette Oksana Selekhmeteva Nao Hibino                |
| 25 de julio | Livesport Prague Open Praga, República Checa WTA 250 $251,750 – Dura – 32S/24Q/16D Cuadro Individual – Cuadro de Dobles              | Anastasia Potapova Yana Sizikova 6-3, 6-4               | Angelina Gabueva Anastasia Zakharova | Qiang Wang Linda Nosková           | Anett Kontaveit Magda Linette Oksana Selekhmeteva Nao Hibino                |

### Agosto
| Semana                        | Torneo | Campeones                                           | Subcampeones                            | Semifinalistas                    | Cuartos de final                                               |
| ----------------------------- | --- | --------------------------------------------------- | --------------------------------------- | --------------------------------- | -------------------------------------------------------------- |
| 1 de agosto                   | Mubadala Silicon Valley Classic San José, Estados Unidos WTA 500 $757,900 – Dura – 28S/16Q/16D Cuadro Individual – Cuadro de Dobles  | Daria Kasátkina 6-7(2), 6-1, 6-2                    | Shelby Rogers                           | Veronika Kudermétova Paula Badosa | Amanda Anisimova Ons Jabeur Aryna Sabalenka Cori Gauff         |
| 1 de agosto                   | Mubadala Silicon Valley Classic San José, Estados Unidos WTA 500 $757,900 – Dura – 28S/16Q/16D Cuadro Individual – Cuadro de Dobles  | Yifan Xu Zhaoxuan Yang 7-5, 6-0                     | Shuko Aoyama Hao-Ching Chan             | Veronika Kudermétova Paula Badosa | Amanda Anisimova Ons Jabeur Aryna Sabalenka Cori Gauff         |
| 1 de agosto                   | Citi Open Washington D. C., Estados Unidos WTA 250 $251,750 – Dura – 32S/16Q/16D Cuadro Individual – Cuadro de Dobles                | Liudmila Samsónova 4-6, 6-3, 6-3                    | Kaia Kanepi                             | Daria Gavrilova Xiyu Wang         | Rebecca Marino Anna Kalinskaya Victoria Azárenka Emma Raducanu |
| 1 de agosto                   | Citi Open Washington D. C., Estados Unidos WTA 250 $251,750 – Dura – 32S/16Q/16D Cuadro Individual – Cuadro de Dobles                | Jessica Pegula Erin Routliffe 6-3, 5-7, [12-10]     | Anna Kalinskaya Caty McNally            | Daria Gavrilova Xiyu Wang         | Rebecca Marino Anna Kalinskaya Victoria Azárenka Emma Raducanu |
| 8 de agosto                   | National Bank Open presented by Rogers Toronto, Canadá WTA 1000 $2,697,250 – Dura – 56S/32Q/28D Cuadro Individual – Cuadro de Dobles | Simona Halep 6-3, 2-6, 6-3                          | Beatriz Haddad Maia                     | Karolína Plíšková Jessica Pegula  | Belinda Bencic Qinwen Zheng Yulia Putintseva Cori Gauff        |
| 8 de agosto                   | National Bank Open presented by Rogers Toronto, Canadá WTA 1000 $2,697,250 – Dura – 56S/32Q/28D Cuadro Individual – Cuadro de Dobles | Cori Gauff Jessica Pegula 6-4, 6-7(5), [10-5]       | Nicole Melichar Ellen Perez             | Karolína Plíšková Jessica Pegula  | Belinda Bencic Qinwen Zheng Yulia Putintseva Cori Gauff        |
| 15 de agosto                  | Western & Southern Open Cincinnati, Estados Unidos WTA 1000 $2,527,250 – Dura – 56S/32Q/28D Cuadro Individual – Cuadro de Dobles     | Caroline Garcia 6-2, 6-4                            | Petra Kvitová                           | Madison Keys Aryna Sabalenka      | Elena Rybakina Ajla Tomljanović Jessica Pegula Shuai Zhang     |
| 15 de agosto                  | Western & Southern Open Cincinnati, Estados Unidos WTA 1000 $2,527,250 – Dura – 56S/32Q/28D Cuadro Individual – Cuadro de Dobles     | Lyudmyla Kichenok Jeļena Ostapenko 7-6(5), 6-3      | Nicole Melichar Ellen Perez             | Madison Keys Aryna Sabalenka      | Elena Rybakina Ajla Tomljanović Jessica Pegula Shuai Zhang     |
| 22 de agosto                  | Tennis in The Land Cleveland, Estados Unidos WTA 250 $251,750 – Dura – 32S/16Q/16D Cuadro Individual – Cuadro de Dobles              | Liudmila Samsónova 6-1, 6-3                         | Aliaksandra Sasnóvich                   | Bernarda Pera Alizé Cornet        | Sofia Kenin Magda Linette Madison Brengle Shuai Zhang          |
| 22 de agosto                  | Tennis in The Land Cleveland, Estados Unidos WTA 250 $251,750 – Dura – 32S/16Q/16D Cuadro Individual – Cuadro de Dobles              | Nicole Melichar Ellen Perez 7-5, 6-3                | Anna Danilina Aleksandra Krunić         | Bernarda Pera Alizé Cornet        | Sofia Kenin Magda Linette Madison Brengle Shuai Zhang          |
| 22 de agosto                  | Championnats Banque Nationale de Granby Granby, Canadá WTA 250 $251,750 – Dura – 32S/16Q/16D Cuadro Individual – Cuadro de Dobles    | Daria Kasátkina 6-4, 6-4                            | Daria Gavrilova                         | Diane Parry Marta Kostyuk         | Nuria Párrizas Tatjana Maria Rebecca Marino Xiyu Wang          |
| 22 de agosto                  | Championnats Banque Nationale de Granby Granby, Canadá WTA 250 $251,750 – Dura – 32S/16Q/16D Cuadro Individual – Cuadro de Dobles    | Alicia Barnett Olivia Nicholls 5-7, 6-3, [10-1]     | Harriet Dart Rosalie van der Hoek       | Diane Parry Marta Kostyuk         | Nuria Párrizas Tatjana Maria Rebecca Marino Xiyu Wang          |
| 29 de agosto 11 de septiembre | U.S. Open Nueva York, Estados Unidos Grand Slam $60,102,000 – Dura S/Q/D/X Cuadro Individual – Cuadro de Dobles – Dobles Mixtos      | Iga Świątek 6-2, 7-6(5)                             | Ons Jabeur                              | Aryna Sabalenka Caroline Garcia   | Jessica Pegula Karolína Plíšková Cori Gauff Ajla Tomljanović   |
| 29 de agosto 11 de septiembre | U.S. Open Nueva York, Estados Unidos Grand Slam $60,102,000 – Dura S/Q/D/X Cuadro Individual – Cuadro de Dobles – Dobles Mixtos      | Barbora Krejčiková Kateřina Siniaková 3-6, 7-5, 6-1 | Caty McNally Taylor Townsend            | Aryna Sabalenka Caroline Garcia   | Jessica Pegula Karolína Plíšková Cori Gauff Ajla Tomljanović   |
| 29 de agosto 11 de septiembre | U.S. Open Nueva York, Estados Unidos Grand Slam $60,102,000 – Dura S/Q/D/X Cuadro Individual – Cuadro de Dobles – Dobles Mixtos      | Storm Sanders John Peers 4-6, 6-4, [10-7]           | Kirsten Flipkens Édouard Roger-Vasselin |                                   |                                                                |

### Septiembre
| Semana           | Torneo | Campeonas                                             | Subcampeonas                     | Semifinalistas                   | Cuartos de final                                                     |
| ---------------- | --- | ----------------------------------------------------- | -------------------------------- | -------------------------------- | -------------------------------------------------------------------- |
| 12 de septiembre | Slovenia Open Portoroz, Eslovenia WTA 250 $251,750 – Dura – 32S/16Q/16D Cuadro Individual – Cuadro de Dobles          | Kateřina Siniaková 6-7(4), 7-6(5), 6-4                | Elena Rybakina                   | Anna-Lena Friedsam Ana Bogdan    | Diane Parry Jasmine Paolini Lesia Tsurenko Beatriz Haddad Maia       |
| 12 de septiembre | Slovenia Open Portoroz, Eslovenia WTA 250 $251,750 – Dura – 32S/16Q/16D Cuadro Individual – Cuadro de Dobles          | Marta Kostyuk Tereza Martincová 6-4, 6-0              | Cristina Bucșa Tereza Mihalíková | Anna-Lena Friedsam Ana Bogdan    | Diane Parry Jasmine Paolini Lesia Tsurenko Beatriz Haddad Maia       |
| 12 de septiembre | Chennai Open Chennai, India WTA 250 $251,750 – Dura – 32S/16Q/16D Cuadro Individual – Cuadro de Dobles                | Linda Fruhvirtová 4-6, 6-3, 6-4                       | Magda Linette                    | Katie Swan Nadia Podoroska       | Nao Hibino Rebecca Marino Eugénie Bouchard Varvara Gracheva          |
| 12 de septiembre | Chennai Open Chennai, India WTA 250 $251,750 – Dura – 32S/16Q/16D Cuadro Individual – Cuadro de Dobles                | Gabriela Dabrowski Luisa Stefani 6-1, 6-2             | Anna Blinkova Natela Dzalamidze  | Katie Swan Nadia Podoroska       | Nao Hibino Rebecca Marino Eugénie Bouchard Varvara Gracheva          |
| 19 de septiembre | Pan Pacific Open Tokio, Japón WTA 500 $757,900 – Dura – 32S/16Q/16D Cuadro Individual – Cuadro de Dobles              | Liudmila Samsónova 7-5, 7-5                           | Qinwen Zheng                     | Veronika Kudermétova Shuai Zhang | Claire Liu Beatriz Haddad Maia Garbiñe Muguruza Petra Martić         |
| 19 de septiembre | Pan Pacific Open Tokio, Japón WTA 500 $757,900 – Dura – 32S/16Q/16D Cuadro Individual – Cuadro de Dobles              | Gabriela Dabrowski Giuliana Olmos 6-4, 6-4            | Nicole Melichar Ellen Perez      | Veronika Kudermétova Shuai Zhang | Claire Liu Beatriz Haddad Maia Garbiñe Muguruza Petra Martić         |
| 19 de septiembre | Hana Bank Korea Open Seúl, Corea del Sur WTA 250 $251,750 – Dura – 32S/16Q/16D Cuadro Individual – Cuadro de Dobles   | Ekaterina Alexandrova 7-6(4), 6-0                     | Jeļena Ostapenko                 | Emma Raducanu Tatjana Maria      | Victoria Jiménez Magda Linette Lin Zhu Lulu Sun                      |
| 19 de septiembre | Hana Bank Korea Open Seúl, Corea del Sur WTA 250 $251,750 – Dura – 32S/16Q/16D Cuadro Individual – Cuadro de Dobles   | Kristina Mladenovic Yanina Wickmayer 6-3, 6-2         | Asia Muhammad Sabrina Santamaria | Emma Raducanu Tatjana Maria      | Victoria Jiménez Magda Linette Lin Zhu Lulu Sun                      |
| 26 de septiembre | Emilia-Romagna Open Parma, Italia WTA 250 $251,750 – Tierra Batida – 32S/16Q/16D Cuadro Individual – Cuadro de Dobles | Mayar Sherif 7-5, 6-3                                 | María Sákkari                    | Danka Kovinić Ana Bogdan         | Maryna Zanevska Jasmine Paolini Irina-Camelia Begu Lauren Davis      |
| 26 de septiembre | Emilia-Romagna Open Parma, Italia WTA 250 $251,750 – Tierra Batida – 32S/16Q/16D Cuadro Individual – Cuadro de Dobles | Anastasia Dețiuc Miriam Kolodziejová 1-6, 6-3, [10-8] | Arantxa Rus Tamara Zidanšek      | Danka Kovinić Ana Bogdan         | Maryna Zanevska Jasmine Paolini Irina-Camelia Begu Lauren Davis      |
| 26 de septiembre | Tallinn Open Tallin, Estonia WTA 250 $251,750 – Dura (i) – 32S/16Q/16D Cuadro Individual – Cuadro de Dobles           | Barbora Krejčíková 6-2, 6-3                           | Anett Kontaveit                  | Kaia Kanepi Belinda Bencic       | Ysaline Bonaventure Karolína Muchová Beatriz Haddad Maia Donna Vekić |
| 26 de septiembre | Tallinn Open Tallin, Estonia WTA 250 $251,750 – Dura (i) – 32S/16Q/16D Cuadro Individual – Cuadro de Dobles           | Lyudmyla Kichenok Nadiia Kichenok 7-5, 4-6, [10-7]    | Nicole Melichar Laura Siegemund  | Kaia Kanepi Belinda Bencic       | Ysaline Bonaventure Karolína Muchová Beatriz Haddad Maia Donna Vekić |

### Octubre
| Semana        | Torneo | Campeonas                                           | Subcampeonas                          | Semifinalistas                       | Cuartos de final                                                                |
| ------------- | --- | --------------------------------------------------- | ------------------------------------- | ------------------------------------ | ------------------------------------------------------------------------------- |
| 3 de octubre  | AGEL Open Ostrava, República Checa WTA 500 $757,900 – Dura (i) – 32S/16Q/16D Cuadro Individual – Cuadro de Dobles                      | Barbora Krejčíková 5-7, 7-6(4), 6-3                 | Iga Świątek                           | Ekaterina Alexandrova Elena Rybakina | Caty McNally Tereza Martincová Alycia Parks Petra Kvitová                       |
| 3 de octubre  | AGEL Open Ostrava, República Checa WTA 500 $757,900 – Dura (i) – 32S/16Q/16D Cuadro Individual – Cuadro de Dobles                      | Caty McNally Alycia Parks 6-3, 6-2                  | Alicja Rosolska Erin Routliffe        | Ekaterina Alexandrova Elena Rybakina | Caty McNally Tereza Martincová Alycia Parks Petra Kvitová                       |
| 3 de octubre  | Jasmin Open Monastir, Túnez WTA 250 $251,750 – Dura – 32S/16Q/16D Cuadro Individual – Cuadro de Dobles                                 | Elise Mertens 6-2, 6-0                              | Alizé Cornet                          | Claire Liu Veronika Kudermétova      | Ons Jabeur Moyuka Uchijima Tamara Zidanšek Diane Parry                          |
| 3 de octubre  | Jasmin Open Monastir, Túnez WTA 250 $251,750 – Dura – 32S/16Q/16D Cuadro Individual – Cuadro de Dobles                                 | Kristina Mladenovic Kateřina Siniaková 6-2, 6-0     | Miyu Kato Angela Kulikov              | Claire Liu Veronika Kudermétova      | Ons Jabeur Moyuka Uchijima Tamara Zidanšek Diane Parry                          |
| 10 de octubre | Southern California Open San Diego, Estados Unidos WTA 500 $757,900 – Dura – 32S/16Q/16D Cuadro Individual – Cuadro de Dobles          | Iga Świątek 6-3, 3-6, 6-0                           | Donna Vekić                           | Jessica Pegula Danielle Collins      | Cori Gauff Madison Keys Aryna Sabalenka Paula Badosa                            |
| 10 de octubre | Southern California Open San Diego, Estados Unidos WTA 500 $757,900 – Dura – 32S/16Q/16D Cuadro Individual – Cuadro de Dobles          | Cori Gauff Jessica Pegula 1-6, 7-5, [10-4]          | Gabriela Dabrowski Giuliana Olmos     | Jessica Pegula Danielle Collins      | Cori Gauff Madison Keys Aryna Sabalenka Paula Badosa                            |
| 10 de octubre | Transylvania Open Cluj-Napoca, Rumania WTA 250 $251,750 – Dura (i) – 32S/16Q/16D Cuadro Individual – Cuadro de Dobles                  | Anna Blinkova 6-2, 3-6, 6-2                         | Jasmine Paolini                       | Xiyu Wang Anastasia Potapova         | Nuria Párrizas Jule Niemeier Anna Bondár Anhelina Kalinina                      |
| 10 de octubre | Transylvania Open Cluj-Napoca, Rumania WTA 250 $251,750 – Dura (i) – 32S/16Q/16D Cuadro Individual – Cuadro de Dobles                  | Kirsten Flipkens Laura Siegemund 6-3, 7-5           | Kamilla Rakhimova Yana Sizikova       | Xiyu Wang Anastasia Potapova         | Nuria Párrizas Jule Niemeier Anna Bondár Anhelina Kalinina                      |
| 17 de octubre | Guadalajara Open Akron Guadalajara, México WTA 1000 $2,527,250 – Dura– 56S/32Q/28D Cuadro Individual – Cuadro de Dobles                | Jessica Pegula 6-2, 6-3                             | María Sákkari                         | Victoria Azárenka Marie Bouzková     | Cori Gauff Sloane Stephens Veronika Kudermétova Anna Kalinskaya                 |
| 17 de octubre | Guadalajara Open Akron Guadalajara, México WTA 1000 $2,527,250 – Dura– 56S/32Q/28D Cuadro Individual – Cuadro de Dobles                | Storm Sanders Luisa Stefani 7-6(4), 6-7(2), [10-8]  | Anna Danilina Beatriz Haddad Maia     | Victoria Azárenka Marie Bouzková     | Cori Gauff Sloane Stephens Veronika Kudermétova Anna Kalinskaya                 |
| 31 de octubre | WTA Finals Fort Worth, Estados Unidos Campeonato de Fin de Año $5,000,000 – Dura (i) – 8S (RR)/8D Cuadro Individual – Cuadro de Dobles | Caroline Garcia 7-6(4), 6-4                         | Aryna Sabalenka                       | Iga Świątek María Sákkari            | Round RobinGrupo A Daria Kasatkina Cori Gauff Grupo B Ons Jabeur Jessica Pegula |
| 31 de octubre | WTA Finals Fort Worth, Estados Unidos Campeonato de Fin de Año $5,000,000 – Dura (i) – 8S (RR)/8D Cuadro Individual – Cuadro de Dobles | Veronika Kudermétova Elise Mertens 6-2, 4-6, [11-9] | Barbora Krejčíková Kateřina Siniaková | Iga Świątek María Sákkari            | Round RobinGrupo A Daria Kasatkina Cori Gauff Grupo B Ons Jabeur Jessica Pegula |

### Noviembre
| Semana         | Torneo                                                                             | Campeonas | Subcampeonas | Semifinalistas               | Cuartos de final |
| -------------- | ---------------------------------------------------------------------------------- | --------- | ------------ | ---------------------------- | ---------------- |
| 7 de noviembre | Copa Billie Jean King – Finales Glasgow, Reino Unido Dura (i) – Torneo por equipos | Suiza 2-0 | Australia    | República Checa Gran Bretaña |                  |

## Resumen por títulos

### Individual

#### Por tenistas
| N.º | Tenista               | Total | Grand Slam * | WTA 1000 | WTA 500 | WTA 250 * |
| 1   | Iga Świątek           | 8     | 2            | 4        | 2       |           |
| 2   | Caroline Garcia       | 4     | (+1)         | 1        |         | 2         |
| 3   | Liudmila Samsónova    | 3     |              |          | 1       | 2         |
| 4   | Ashleigh Barty        | 2     | 1            |          | 1       |           |
| 4   | Ons Jabeur            | 2     |              | 1        | 1       |           |
| 4   | Simona Halep          | 2     |              | 1        |         | 1         |
| 4   | Daria Kasátkina       | 2     |              |          | 1       | 1         |
| 4   | Barbora Krejčíková    | 2     |              |          | 1       | 1         |
| 4   | Ekaterina Alexandrova | 2     |              |          |         | 2         |
| 4   | Beatriz Haddad Maia   | 2     |              |          |         | 2         |
| 4   | Bernarda Pera         | 2     |              |          |         | 2         |
| 12  | Elena Rybakina        | 1     | 1            |          |         |           |
| 12  | Jessica Pegula        | 1     |              | 1        |         |           |
| 12  | Paula Badosa          | 1     |              |          | 1       |           |
| 12  | Belinda Bencic        | 1     |              |          | 1       |           |
| 12  | Anett Kontaveit       | 1     |              |          | 1       |           |
| 12  | Petra Kvitová         | 1     |              |          | 1       |           |
| 12  | Jeļena Ostapenko      | 1     |              |          | 1       |           |
| 12  | Amanda Anisimova      | 1     |              |          |         | 1         |
| 12  | Irina-Camelia Begu    | 1     |              |          |         | 1         |
| 12  | Anna Blinkova         | 1     |              |          |         | 1         |
| 12  | Marie Bouzková        | 1     |              |          |         | 1         |
| 12  | Leylah Fernandez      | 1     |              |          |         | 1         |
| 12  | Linda Fruhvirtová     | 1     |              |          |         | 1         |
| 12  | Angelique Kerber      | 1     |              |          |         | 1         |
| 12  | Madison Keys          | 1     |              |          |         | 1         |
| 12  | Tatjana Maria         | 1     |              |          |         | 1         |
| 12  | Petra Martić          | 1     |              |          |         | 1         |
| 12  | Elise Mertens         | 1     |              |          |         | 1         |
| 12  | Anastasia Potapova    | 1     |              |          |         | 1         |
| 12  | Mayar Sherif          | 1     |              |          |         | 1         |
| 12  | Kateřina Siniaková    | 1     |              |          |         | 1         |
| 12  | Sloane Stephens       | 1     |              |          |         | 1         |
| 12  | Martina Trevisan      | 1     |              |          |         | 1         |
| 12  | Shuai Zhang           | 1     |              |          |         | 1         |

#### Por países
| N.º | Tenista         | Total | Grand Slam * | WTA 1000 | WTA 500 | WTA 250 * |
| 1   | Rusia           | 9     |              |          | 2       | 7         |
| 2   | Polonia         | 8     | 2            | 4        | 2       |           |
| 3   | Estados Unidos  | 6     |              | 1        |         | 5         |
| 3   | República Checa | 6     |              |          | 2       | 4         |
| 5   | Francia         | 4     | (+1)         | 1        |         | 2         |
| 6   | Rumania         | 3     |              | 1        |         | 2         |
| 7   | Australia       | 2     | 1            |          | 1       |           |
| 7   | Túnez           | 2     |              | 1        | 1       |           |
| 7   | Alemania        | 2     |              |          |         | 2         |
| 7   | Brasil          | 2     |              |          |         | 2         |
| 11  | Kazajistán      | 1     | 1            |          |         |           |
| 11  | España          | 1     |              |          | 1       |           |
| 11  | Estonia         | 1     |              |          | 1       |           |
| 11  | Letonia         | 1     |              |          | 1       |           |
| 11  | Suiza           | 1     |              |          | 1       |           |
| 11  | Bélgica         | 1     |              |          |         | 1         |
| 11  | Canadá          | 1     |              |          |         | 1         |
| 11  | China           | 1     |              |          |         | 1         |
| 11  | Croacia         | 1     |              |          |         | 1         |
| 11  | Egipto          | 1     |              |          |         | 1         |
| 11  | Italia          | 1     |              |          |         | 1         |

### Dobles

#### Por tenistas
| N.º | Tenista                  | Total | Grand Slam * | WTA 1000 | WTA 500 | WTA 250 * |
| 1   | Kateřina Siniaková       | 6     | 3            |          | 1       | 2         |
| 2   | Jessica Pegula           | 5     |              | 2        | 1       | 2         |
| 3   | Kristina Mladenovic      | 4     | 1            |          |         | 3         |
| 4   | Barbora Krejčíková       | 3     | 3            |          |         |           |
| 4   | Veronika Kudermétova     | 3     | (+1)         | 1        | 1       |           |
| 4   | Cori Gauff               | 3     |              | 2        | 1       |           |
| 4   | Storm Sanders            | 3     |              | 1        | 2       |           |
| 4   | Gabriela Dabrowski       | 3     |              | 1        | 1       | 1         |
| 4   | Lyudmyla Kichenok        | 3     |              | 1        |         | 2         |
| 4   | Laura Siegemund          | 3     |              | 1        |         | 2         |
| 4   | Eri Hozumi               | 3     |              |          |         | 3         |
| 4   | Makoto Ninomiya          | 3     |              |          |         | 3         |
| 13  | Elise Mertens            | 2     | (+1)         |          | 1       |           |
| 13  | Giuliana Olmos           | 2     |              | 1        | 1       |           |
| 13  | Yifan Xu                 | 2     |              | 1        | 1       |           |
| 13  | Zhaoxuan Yang            | 2     |              | 1        | 1       |           |
| 13  | Jeļena Ostapenko         | 2     |              | 1        |         | 1         |
| 13  | Luisa Stefani            | 2     |              | 1        |         | 1         |
| 13  | Vera Zvonareva           | 2     |              | 1        |         | 1         |
| 13  | Magda Linette            | 2     |              |          | 2       |           |
| 13  | Caty McNally             | 2     |              |          | 2       |           |
| 13  | Anna Danilina            | 2     |              |          | 1       | 1         |
| 13  | Beatriz Haddad Maia      | 2     |              |          | 1       | 1         |
| 13  | Nicole Melichar          | 2     |              |          |         | 2         |
| 13  | Ellen Perez              | 2     |              |          |         | 2         |
| 26  | Caroline Garcia          | 1     | 1            |          |         |           |
| 26  | Anastasia Pavlyuchenkova | 1     |              | 1        |         |           |
| 26  | Ashleigh Barty           | 1     |              |          | 1       |           |
| 26  | Anna Kalinskaya          | 1     |              |          | 1       |           |
| 26  | Andreja Klepač           | 1     |              |          | 1       |           |
| 26  | Desirae Krawczyk         | 1     |              |          | 1       |           |
| 26  | Aleksandra Krunić        | 1     |              |          | 1       |           |
| 26  | Alycia Parks             | 1     |              |          | 1       |           |
| 26  | Demi Schuurs             | 1     |              |          | 1       |           |
| 26  | Alicia Barnett           | 1     |              |          |         | 1         |
| 26  | Anna Bondár              | 1     |              |          |         | 1         |
| 26  | Marie Bouzková           | 1     |              |          |         | 1         |
| 26  | Sophie Chang             | 1     |              |          |         | 1         |
| 26  | Kaitlyn Christian        | 1     |              |          |         | 1         |
| 26  | Olga Danilović           | 1     |              |          |         | 1         |
| 26  | Anastasia Dețiuc         | 1     |              |          |         | 1         |
| 26  | Kirsten Flipkens         | 1     |              |          |         | 1         |
| 26  | Anna-Lena Friedsam       | 1     |              |          |         | 1         |
| 26  | Daria Gavrilova          | 1     |              |          |         | 1         |
| 26  | Ekaterine Gorgodze       | 1     |              |          |         | 1         |
| 26  | Catherine Harrison       | 1     |              |          |         | 1         |
| 26  | Oksana Kalashnikova      | 1     |              |          |         | 1         |
| 26  | Nadiia Kichenok          | 1     |              |          |         | 1         |
| 26  | Miriam Kolodziejová      | 1     |              |          |         | 1         |
| 26  | Marta Kostyuk            | 1     |              |          |         | 1         |
| 26  | Angela Kulikov           | 1     |              |          |         | 1         |
| 26  | Lidziya Marozava         | 1     |              |          |         | 1         |
| 26  | Tereza Martincová        | 1     |              |          |         | 1         |
| 26  | Asia Muhammad            | 1     |              |          |         | 1         |
| 26  | Olivia Nicholls          | 1     |              |          |         | 1         |
| 26  | Bernarda Pera            | 1     |              |          |         | 1         |
| 26  | Anastasia Potapova       | 1     |              |          |         | 1         |
| 26  | Erin Routliffe           | 1     |              |          |         | 1         |
| 26  | Sabrina Santamaria       | 1     |              |          |         | 1         |
| 26  | Astra Sharma             | 1     |              |          |         | 1         |
| 26  | Yana Sizikova            | 1     |              |          |         | 1         |
| 26  | Sara Sorribes            | 1     |              |          |         | 1         |
| 26  | Aldila Sutjiadi          | 1     |              |          |         | 1         |
| 26  | Yanina Wickmayer         | 1     |              |          |         | 1         |
| 26  | Shuai Zhang              | 1     |              |          |         | 1         |
| 26  | Tamara Zidanšek          | 1     |              |          |         | 1         |
| 26  | Kimberley Zimmermann     | 1     |              |          |         | 1         |

#### Por países
| N.º | Tenista         | Total | Grand Slam * | WTA 1000 | WTA 500 | WTA 250 * |
| 1   | Estados Unidos  | 21    |              | 4        | 6       | 11        |
| 2   | República Checa | 13    | 6            |          | 1       | 6         |
| 3   | Rusia           | 9     | (+1)         | 3        | 2       | 3         |
| 4   | Australia       | 8     |              | 1        | 3       | 4         |
| 5   | Japón           | 6     |              |          |         | 6         |
| 6   | Francia         | 5     | 2            |          |         | 3         |
| 6   | Bélgica         | 5     | (+1)         |          | 1       | 3         |
| 6   | China           | 5     |              | 2        | 2       | 1         |
| 6   | Ucrania         | 5     |              | 1        |         | 4         |
| 10  | Brasil          | 4     |              | 1        | 1       | 2         |
| 10  | Alemania        | 4     |              | 1        |         | 3         |
| 12  | Canadá          | 3     |              | 1        | 1       | 1         |
| 13  | México          | 2     |              | 1        | 1       |           |
| 13  | Letonia         | 2     |              | 1        |         | 1         |
| 13  | Polonia         | 2     |              |          | 2       |           |
| 13  | Eslovenia       | 2     |              |          | 1       | 1         |
| 13  | Kazajistán      | 2     |              |          | 1       | 1         |
| 13  | Serbia          | 2     |              |          | 1       | 1         |
| 13  | Georgia         | 2     |              |          |         | 2         |
| 13  | Reino Unido     | 2     |              |          |         | 2         |
| 21  | Países Bajos    | 1     |              |          | 1       |           |
| 21  | Bielorrusia     | 1     |              |          |         | 1         |
| 21  | España          | 1     |              |          |         | 1         |
| 21  | Hungría         | 1     |              |          |         | 1         |
| 21  | Indonesia       | 1     |              |          |         | 1         |
| 21  | Nueva Zelanda   | 1     |              |          |         | 1         |

(*) Dentro de la columna de Grand Slam, se incluye el torneo WTA Finals con un (+1) y en la columna de WTA 250 se incluye el WTA Elite Trophy con un (+1).

### Dobles Mixto

#### Por tenistas
| N.º | Tenista             | Total | Grand Slam |
| 1   | Ivan Dodig          | 1     | 1          |
| 1   | Wesley Koolhof      | 1     | 1          |
| 1   | Desirae Krawczyk    | 1     | 1          |
| 1   | Kristina Mladenovic | 1     | 1          |
| 1   | John Peers          | 1     | 1          |
| 1   | Storm Sanders       | 1     | 1          |
| 1   | Ena Shibahara       | 1     | 1          |
| 1   | Neal Skupski        | 1     | 1          |

#### Por países
| N.º | Tenista        | Total | Grand Slam |
| 1   | Australia      | 2     | 2          |
| 2   | Croacia        | 1     | 1          |
| 2   | Estados Unidos | 1     | 1          |
| 2   | Francia        | 1     | 1          |
| 2   | Japón          | 1     | 1          |
| 2   | Países Bajos   | 1     | 1          |
| 2   | Reino Unido    | 1     | 1          |

### Detalles de los títulos
Las siguientes jugadoras ganaron su primer título del circuito en individual o dobles:
Individual
- Anastasia Potapova  – Estambul (Cuadro)
- Martina Trevisan  – Rabat (Cuadro)
- Beatriz Haddad Maia  – Nottingham (Cuadro)
- Bernarda Pera  – Budapest (Cuadro)
- Marie Bouzková  – Praga (Cuadro)
- Linda Fruhvirtová  – Chennai (Cuadro)
- Mayar Sherif  – Parma (Cuadro)
- Anna Blinkova  – Cluj-Napoca (Cuadro)

Dobles
- Jessica Pegula  – Melbourne I (Cuadro)
- Bernarda Pera  – Melbourne II (Cuadro)
- Kaitlyn Christian  – Guadalajara (Cuadro)
- Catherine Harrison  – Monterrey (Cuadro)
- Sabrina Santamaria  – Monterrey (Cuadro)
- Aldila Sutjiadi  – Bogotá (Cuadro)
- Magda Linette  – Charleston (Cuadro)
- Sophie Chang  – Hamburgo (Cuadro)
- Angela Kulikov  – Hamburgo (Cuadro)
- Anna Bondár  – Palermo (Cuadro)
- Alicia Barnett  – Granby (Cuadro)
- Olivia Nicholls  – Granby (Cuadro)
- Marta Kostyuk  – Portoroz (Cuadro)
- Tereza Martincová  – Portoroz (Cuadro)
- Anastasia Dețiuc  – Parma (Cuadro)
- Miriam Kolodziejová  – Parma (Cuadro)
- Alycia Parks  – Ostrava (Cuadro)

Las siguientes jugadoras defendieron con éxito el título conseguido la temporada pasada en individual o dobles:
Individual
- Leylah Fernandez  – Monterrey (Cuadro)
- Iga Świątek  – Roma (Cuadro)

Dobles
- Kimberley Zimmermann  – Palermo (Cuadro)
- Anna Danilina  – Gydnia (Cuadro)

## Distribución de puntos
| Categoría               | G     | F     | SF   | CF                                              | R16                                             | R32                                             | R64                                             | R128                                            | Q                                               | Q3                                              | Q2                                              | Q1                                              |
| Grand Slam (S)          | 2000  | 1300  | 780  | 430                                             | 240                                             | 130                                             | 70                                              | 10                                              | 40                                              | 30                                              | 20                                              | 2                                               |
| Grand Slam (D)          | 2000  | 1300  | 780  | 430                                             | 240                                             | 130                                             | 10                                              | –                                               | 40                                              | –                                               | –                                               | –                                               |
| WTA Finals (S)          | 1500* | 1080* | 750* | (+125 por cada partido; +125 por cada victoria) | (+125 por cada partido; +125 por cada victoria) | (+125 por cada partido; +125 por cada victoria) | (+125 por cada partido; +125 por cada victoria) | (+125 por cada partido; +125 por cada victoria) | (+125 por cada partido; +125 por cada victoria) | (+125 por cada partido; +125 por cada victoria) | (+125 por cada partido; +125 por cada victoria) | (+125 por cada partido; +125 por cada victoria) |
| WTA Finals (D)          | 1500  | 1080  | 750  | 375                                             | –                                               | –                                               | –                                               | –                                               | –                                               | –                                               | –                                               | –                                               |
| WTA 1000 (96S)          | 1000  | 650   | 390  | 215                                             | 120                                             | 65                                              | 35                                              | 10                                              | 30                                              | –                                               | 20                                              | 2                                               |
| WTA 1000 (64S)          | 1000  | 650   | 390  | 215                                             | 120                                             | 65                                              | 10                                              | –                                               | 40                                              | –                                               | 20                                              | 2                                               |
| WTA 1000 (28/32D)       | 1000  | 650   | 390  | 215                                             | 120                                             | 10                                              | –                                               | –                                               | –                                               | –                                               | –                                               | –                                               |
| WTA 1000 (56S, 48Q/32Q) | 900   | 585   | 350  | 190                                             | 105                                             | 60                                              | 1                                               | –                                               | 30                                              | -                                               | 20                                              | 1                                               |
| WTA 1000 (28D)          | 900   | 585   | 350  | 190                                             | 105                                             | 1                                               | –                                               | –                                               | –                                               | –                                               | –                                               | –                                               |
| WTA 500 (64/56S)        | 470   | 305   | 185  | 100                                             | 55                                              | 30                                              | 1                                               | –                                               | 25                                              | –                                               | 13                                              | 1                                               |
| WTA 500 (32/30/28S)     | 470   | 305   | 185  | 100                                             | 55                                              | 1                                               | –                                               | –                                               | 25                                              | 18                                              | 13                                              | 1                                               |
| WTA 500 (28D)           | 470   | 305   | 185  | 100                                             | 55                                              | 1                                               | –                                               | –                                               | –                                               | –                                               | –                                               | –                                               |
| WTA 500 (16D)           | 470   | 305   | 185  | 100                                             | 1                                               | –                                               | –                                               | –                                               | –                                               | –                                               | –                                               | –                                               |
| WTA Elite Trophy        | 700*  | 440*  | 240* | (+40 por cada partido; +80 por cada victoria)   | (+40 por cada partido; +80 por cada victoria)   | (+40 por cada partido; +80 por cada victoria)   | (+40 por cada partido; +80 por cada victoria)   | (+40 por cada partido; +80 por cada victoria)   | (+40 por cada partido; +80 por cada victoria)   | (+40 por cada partido; +80 por cada victoria)   | (+40 por cada partido; +80 por cada victoria)   | (+40 por cada partido; +80 por cada victoria)   |
| WTA 250 (32S, 32Q)      | 280   | 180   | 110  | 60                                              | 30                                              | 1                                               | –                                               | –                                               | 18                                              | 14                                              | 10                                              | 1                                               |
| WTA 250 (32S, 24/16Q)   | 280   | 180   | 110  | 60                                              | 30                                              | 1                                               | –                                               | –                                               | 18                                              | –                                               | 12                                              | 1                                               |
| WTA 250 (28D)           | 280   | 180   | 110  | 60                                              | 30                                              | 1                                               | -                                               | –                                               | –                                               | –                                               | –                                               | –                                               |
| WTA 250 (16D)           | 280   | 180   | 110  | 60                                              | 1                                               | –                                               | –                                               | –                                               | –                                               | –                                               | –                                               | –                                               |

## Retiros
| - Kristie Ahn - Lara Arruabarrena - Ashleigh Barty - Catherine Bellis - Kim Clijsters - Kirsten Flipkens - Andrea Hlaváčková - Lucie Hradecká | - Valentina Ivakhnenko - Jelena Janković - Quirine Lemoine - Cornelia Lister - Christina McHale - Sania Mirza - Kurumi Nara - Risa Ozaki | - Shuai Peng - Květa Peschke - Andrea Petković - Mónica Puig - Laura Robson - İpek Soylu - Katarina Srebotnik - Serena Williams |